# Helen Edmundson
Helen Edmundson (Liverpool, 1964) es una dramaturga, guionista y productora británica. Ha ganado premios y elogios de la crítica tanto por sus escritos originales como por sus adaptaciones de varios clásicos literarios para el teatro y el cine.

## Biografía
Edmundson nació en Liverpool en 1964 y pasó la mayor parte de su infancia en Wirral y Chester. Edmundson estudió arte dramático en la Universidad de Mánchester. Tras sus estudios, Edmundson actuó con Red Stockings, una compañía femenina de agit-prop, para la que escribió la comedia musical Ladies in the Lift en 1988. Éste fue su primer intento en solitario de escribir para el escenario. Tras dejar Red Stockings, actuó por todo el noroeste de Inglaterra.

## Teatro

### Década de 1990
La primera obra de Edmundson, Flying, se representó en el National Theatre Studio en 1990. En 1992, su adaptación de Anna Karenina, producida por Shared Experience, ganó un premio Time Out y un premio TMA; la producción realizó una gira nacional e internacional. En 1993, la obra original de Edmundson, The Clearing, que ganó el premio John Whiting, se representó en el Bush Theatre. En 1994, su adaptación de The Mill on the Floss también fue producida por Shared Experience, de nuevo en gira nacional e internacional; Edmundson ganó un premio Time Out por The Clearing y The Mill on the Floss. En 1996, Shared Experience puso en escena su adaptación de Guerra y paz en el National Theatre en una producción protagonizada por Anne-Marie Duff, nominada al premio BAFTA; la obra fue nominada al premio Writers' Guild a la mejor obra.

### Década de 2000
En 2002, la obra de Edmundson Mother Teresa is Dead se representó en el Royal Court Theatre. En 2004, su adaptación de Gone to Earth fue producida por Shared Experience en el Lyric Hammersmith y en gira; fue nominada a un premio TMA. La adaptación de Edmundson de Coram Boy se estrenó en el National Theatre en noviembre de 2005, con Bertie Carvel, ganador de un premio Olivier, y Paul Ritter, nominado a un premio Tony; Edmundson recibió un premio Time Out y fue nominada a un premio Olivier. Coram Boy fue elegida por el Evening Standard como una de las cincuenta mejores obras del siglo. y se utilizó como texto de referencia en las asignaturas de Arte Dramático y Teatro, de nivel avanzado. La obra se reestrenó en el mismo lugar un año después, de nuevo con Carvel como protagonista. Su adaptación de Orestes, de gira por el Reino Unido, se representó en el Tricycle Theatre con Shared Experience en 2006.
Coram Boy se reestrenó en el Imperial Theatre de Broadway en 2007, protagonizada por Uzo Aduba, ganadora de un Emmy, y Jan Maxwell, nominada a un Tony, y recibió seis nominaciones a los premios Tony. En 2008, Edmundson modificó su adaptación de Guerra y paz, convirtiéndola en una obra en dos partes; esta producción fue puesta en escena por Shared Experience y Nottingham Playhouse antes de salir de gira. Ese mismo año, su adaptación musical de El Zorro se representó en el Garrick Theatre, con Lesli Margherita, ganadora de un premio Olivier, y Emma Williams, nominada a un premio Olivier; Edmundson fue nominada a un premio Olivier al mejor nuevo musical. En 2009, la adaptación de La vida es sueño se representó en el Donmar Warehouse, con Dominic West, ganador de un premio BAFTA.

### Década de 2010
En 2010, la adaptación musical de Swallows and Amazons de Edmundson se estrenó en el Bristol Old Vic, dirigida por Tom Morris, ganador de un premio Tony. Al año siguiente, el espectáculo se trasladó al Vaudeville Theatre; la obra fue nominada a un Evening Standard Theatre Award. Edmundson participó en 2011 en el proyecto Sixty-Six Books del Bush Theatre, para el que los artistas escribieron una obra basada en un libro de la Biblia del Rey Jaime; Edmundson escribió una obra titulada In the night, a promise, basada en Zephaniah. Ese mismo año, su adaptación de Coram Boy se reestrenó en el Bristol Old Vic. En 2012, su obra sobre Juana Inés de la Cruz, La herejía del amor, fue producida por la Royal Shakespeare Company en el Swan Theatre de Stratford-upon-Avon. Ese mismo año, la adaptación de Edmundson de Swallows and Amazons se reestrenó para una gira nacional. También en 2012, la obra Mary Shelley de Edmundson fue producida en una gira nacional, que incluyó el Tricycle Theatre y el Liverpool Playhouse, por Shared Experience.
En 2013, su adaptación de Mephisto se produjo en el Teatro Altonaer de Hamburgo. En 2014, la adaptación de Edmundson de la novela Thérèse Raquin se produjo en el Teatro Real de Bath, protagonizada por los ganadores del Premio Olivier Alison Steadman y Desmond Barrit. En 2015, The Heresy of Love se reestrenó en el Shakespeare's Globe. La adaptación de Edmundson de Thérèse Raquin fue producida por Roundabout Theatre Company en Studio 54 en Broadway de 2015 a 2016, protagonizada por Keira Knightley, nominada al Oscar, y Judith Light, ganadora del premio Tony; la obra fue nominada a la Mejor Nueva Obra de Broadway en los premios Outer Critics Circle de 2016. Simultáneamente, la RSC estrenó su obra Queen Anne en Stratford.En 2017, la RSC produjo Queen Anne en el Theatre Royal Haymarket, protagonizada por la ganadora del Globo de Oro Romola Garai. En 2019, la adaptación de Small Island de Edmundson se produjo en el National Theatre, dirigida por su director artístico, el nominado al Premio Olivier Rufus Norris. The Guardian calificó la obra como uno de los dos mejores espectáculos teatrales de 2019.

### Década de 2020
En febrero de 2021, la adaptación de Edmundson de Anna Karenina se reestrenó en el Crucible Theatre de Sheffield Theatres. En marzo de 2022, la adaptación de Edmundson de Small Island se reestrenó en el National Theatre.

## Cine y televisión
Edmundson ha escrito dos cortometrajes para televisión: One Day, emitido en BBC Two en julio de 1991, y Stella para Channel 4. En 2015, escribió dos episodios del drama de ITV The Suspicions of Mr Whicher, Beyond the Pale y The Ties that Bind, protagonizados por Paddy Considine y Tim Pigott-Smith, ganadores del premio BAFTA. En septiembre de ese mismo año, se emitió en BBC One la adaptación cinematográfica de Edmundson de An Inspector Calls, protagonizada por David Thewlis y Miranda Richardson, ganadores de un premio BAFTA; el programa ganó el premio Broadcasting Press Guild 2016 al mejor drama individual y fue nominado a dos premios 2016 British Academy Television Craft Awards. En 2018, Edmundson escribió la película Mary Magdalene, dirigida por Garth Davis, nominado a un Emmy, y protagonizada por Rooney Mara y Joaquin Phoenix, nominados a un Oscar. Está adaptando la novela The Awkward Age, que emitirá la BBC. Escribió las dos primeras series del drama policíaco Dalgliesh, y produjo ejecutivamente la segunda. Dalgliesh se emitió por primera vez en Channel 5 y Acorn TV, y está protagonizada por Bertie Carvel. Actualmente trabaja como directora, guionista y productora ejecutiva de Belgravia: The Next Chapter, que se emitirá en 2024.

## Radio
Edmundson ha adaptado numerosos clásicos literarios para BBC Radio 4, entre ellos The Voyage Out en 2006, The Mayor of Casterbridge en 2008, Anna of the Five Towns en 2011 y Sense and Sensibility en 2013.

## Premios y reconocimientos
Edmundson es miembro de la Royal Society of Literature desde 2015. 
- 1992 Premio Time Out por Anna Karenina
- 1992 Premio TMA por Anna Karenina
- 1993 John Whiting Award por The Clearing[4]
- Premio TMA Award de 1994 por The Clearing and The Mill on the Floss.[4]
- Nominación: 1996 Writers' Guild Award a la mejor obra por Guerra y paz
- Nominación: 2004 TMA Award a la mejor producción en gira por Gone to Earth[6]
- 2005 Premio Time Out por Coram Boy
- Nominación: 2006 Laurence Olivier Award for Best New Play por Coram Boy[8]
- Nominación: 2009 Laurence Olivier Award for Best New Musical por Zorro[12]
- Nominación: 2012 Evening Standard Theatre Awards' Premio Ned Sherrin al mejor musical por Golondrinas y amazonas[14]
- 2015 Premio Windham-Campbell de Literatura (Drama)[42]
- 2016 Premio Broadcasting Press Guild al mejor drama individual por An Inspector Calls[43]